# Ramesh Balsekar
Ramesh Sadashiv Balsekar ou Ramesh Balsekar (25 mai 1917 - 27 septembre 2009) est un guru, traducteur de Nisargadatta Maharaj, qui enseigna pendant vingt-cinq ans dans son appartement situé dans la ville de Mumbai et par le biais de ses voyages au travers de l'Inde, de l'Europe et des États-Unis une voie synthétique vers l'éveil et la réalisation pouvant sembler sur la forme différente de l'enseignement de  Nisargadatta Maharaj qui, de son vivant, n'a jamais eu de disciples connu pouvant se réclamer de la lignée de Siddharameshwar Maharaj. Ramesh Balsekar a eu quant à lui plusieurs « disciples réalisés » qui firent souche et enseignent leur propre version de l'advaïta « abrupt » de Ramesh Balsekar parfois critiqué par les tenants de l'orthodoxie vedāntique.

## Biographie
Ramesh Balsekar est né le 25 mai 1917 à Bombay, dans une famille de brahmanes, petits propriétaires terriens aisés originaires du Karnataka. Il fait ses études à la London School of Politics and Economics ou il obtient une licence en économie en 1939, l'année suivante il se marie et entre à la Bank of India où il finira sa carrière comme directeur général. En 1978 il fait la connaissance à Bombay de Nisargadatta Maharaj dont il deviendra l'un des traducteurs. Un an après il considère avoir atteint la réalisation spirituelle en présence de Maharaj. Il commence à donner un enseignement en 1982, un an après la mort de Maharaj,.
En 1999 il reçoit pendant plusieurs mois la visite de l'artiste Leonard Cohen avec lequel il aura plusieurs entretiens spirituels,.